# 2025. évi téli universiade
A 2025. évi téli universiade, hivatalos nevén a XXXII. téli universiade (Egyetemi Világjátékok) egy több sportot magába foglaló nemzetközi sportesemény volt, melyet 2025. január 13. és január 23. között rendeztek az olaszországi Torinóban.
A sportesemény 2007 óta először tér vissza Torinóba. Hat település 11 sportágban, 11 versenynapon keresztül bonyolította le a versenyeket Piemont régióban. Az alpesisí, a snowboard és a síakrobatika Bardonecchiában rendezték, Pragelato adott otthont a sífutásnak, a biatlonnak és a sítájfutásnak, Pinerolo és Torre Pellice a jégkorongnak, Sestriere a túrasízésnek, míg a műkorcsolya, a rövidpályás gyorskorcsolya, a curling és a jégkorong versenyeit Torinóban rendezik. A Nemzetközi Egyetemi Sportszövetség (FISU) által szervezett téli játékokon először versenyeztek parasportolók, mivel alpesisí és sífutásban is rendeztek versenyszámokat.

## Versenyszámok
A versenyzők az alábbi sportágakban mérték össze erejüket:
- Alpesisí
- Biatlon
- Curling
- Jégkorong
- Műkorcsolya
- Rövidpályás gyorskorcsolya
- Síakrobatika
- Sífutás
- Sítájfutás
- Snowboard
- Túrasízés

## A versenyen részt vevő nemzetek
Az universiadén 53 nemzet 1615 sportolója – 904 férfi és 711 nő – vett részt, az alábbi megbontásban:
| Részt vevő nemzetek férfi / nő megbontásban | Részt vevő nemzetek férfi / nő megbontásban | Részt vevő nemzetek férfi / nő megbontásban | Részt vevő nemzetek férfi / nő megbontásban | Részt vevő nemzetek férfi / nő megbontásban | Részt vevő nemzetek férfi / nő megbontásban | Részt vevő nemzetek férfi / nő megbontásban | Részt vevő nemzetek férfi / nő megbontásban | Részt vevő nemzetek férfi / nő megbontásban | Részt vevő nemzetek férfi / nő megbontásban | Részt vevő nemzetek férfi / nő megbontásban | Részt vevő nemzetek férfi / nő megbontásban |
| ------------------------------------------- | ------------------------------------------- | ------------------------------------------- | ------------------------------------------- | ------------------------------------------- | ------------------------------------------- | ------------------------------------------- | ------------------------------------------- | ------------------------------------------- | ------------------------------------------- | ------------------------------------------- | ------------------------------------------- |
| nemzet                                      | F                                           | N                                           | nemzet                                      | F                                           | N                                           | nemzet                                      | F                                           | N                                           | nemzet                                      | F                                           | N                                           |
| Argentína                                   | 2                                           | 2                                           | Fülöp-szigetek                              | 0                                           | 1                                           | Liechtenstein                               | 3                                           | 1                                           | Spanyolország                               | 17                                          | 14                                          |
| Ausztrália                                  | 13                                          | 6                                           | Grúzia                                      | 4                                           | 0                                           | Litvánia                                    | 1                                           | 3                                           | Svájc                                       | 22                                          | 16                                          |
| Ausztria                                    | 11                                          | 13                                          | Hollandia                                   | 11                                          | 7                                           | Luxemburg                                   | 2                                           | 1                                           | Svédország                                  | 42                                          | 18                                          |
| Belgium                                     | 10                                          | 1                                           | Hongkong                                    | 6                                           | 4                                           | Magyarország                                | 9                                           | 9                                           | Szingapúr                                   | 1                                           | 1                                           |
| Brazília                                    | 3                                           | 1                                           | Horvátország                                | 3                                           | 3                                           | Malajzia                                    | 2                                           | 0                                           | Szlovákia                                   | 31                                          | 32                                          |
| Bulgária                                    | 6                                           | 3                                           | Írország                                    | 2                                           | 1                                           | Mexikó                                      | 0                                           | 1                                           | Szlovénia                                   | 9                                           | 9                                           |
| Chile                                       | 5                                           | 1                                           | Japán                                       | 56                                          | 55                                          | Mongólia                                    | 7                                           | 5                                           | Tajvan                                      | 2                                           | 21                                          |
| Csehország                                  | 55                                          | 39                                          | Kanada                                      | 60                                          | 52                                          | Németország                                 | 35                                          | 18                                          | Thaiföld                                    | 3                                           | 0                                           |
| Dél-Korea                                   | 56                                          | 23                                          | Kazahsztán                                  | 54                                          | 49                                          | Nepál                                       | 1                                           | 0                                           | Törökország                                 | 13                                          | 13                                          |
| Egyesült Államok                            | 66                                          | 61                                          | Kína                                        | 23                                          | 23                                          | Norvégia                                    | 21                                          | 18                                          | Új-Zéland                                   | 5                                           | 0                                           |
| Egyesült Királyság                          | 17                                          | 36                                          | Koszovó                                     | 1                                           | 1                                           | Olaszország                                 | 44                                          | 41                                          | Ukrajna                                     | 43                                          | 10                                          |
| Észtország                                  | 7                                           | 5                                           | Lengyelország                               | 50                                          | 32                                          | Örményország                                | 7                                           | 2                                           |                                             |                                             |                                             |
| Finnország                                  | 13                                          | 19                                          | Lettország                                  | 1                                           | 7                                           | Portugália                                  | 1                                           | 1                                           |                                             |                                             |                                             |
| Franciaország                               | 43                                          | 30                                          | Libanon                                     | 4                                           | 2                                           | Románia                                     | 1                                           | 0                                           |                                             |                                             |                                             |

F = férfi, N = nő

## Versenynaptár
| ● | Nyitóünnepség | ● | Versenynap | 1 | Döntők | ● | Záróünnepség |

| Január                     | 11 SZO | 12 V | 13 H | 14 K | 15 SZE | 16 CS | 17 P | 18 SZO | 19 V | 20 H | 21 K | 22 SZ  | 23 CS | Versenyszámok |
| -------------------------- | ------ | ---- | ---- | ---- | ------ | ----- | ---- | ------ | ---- | ---- | ---- | ------ | ----- | ------------- |
| Ünnepségek                 |        |      | ●    |      |        |       |      |        |      |      |      |        | ●     |               |
| Alpesisí                   |        |      |      |      | 1      | 1     | 2    | 1      | 1    | 1    | 1    | 1      |       | 9             |
| Para alpesisí              |        |      |      |      |        | 6     |      | 6      |      |      |      |        |       | 12            |
| Biatlon                    |        |      |      | 2    |        | 1     |      | 2      |      | 2    |      | 2      |       | 9             |
| Curling                    | ●      | ●    | ●    | 1    | ●      | ●     | ●    | ●      | ●    | ●    | ●    | ●      | 2     | 3             |
| Jégkorong                  | ●      | ●    | ●    | ●    | ●      | ●     | ●    | ●      | ●    | 1    | ●    | 1      |       | 2             |
| Műkorcsolya                |        |      |      |      |        | ●     | 1    | 2      |      |      |      |        |       | 3             |
| Rövidpályás gyorskorcsolya |        |      |      |      |        |       |      |        |      |      | 2    | 3      | 4     | 9             |
| Síakrobatika               |        |      |      | 2    | 2      | ●     | 2    | ●      | 2    | ●    | ●    | 2      |       | 10            |
| Sífutás                    |        |      |      |      | 2      |       | 2    |        | 1    |      | 2    |        | 2     | 9             |
| Para-sífutás               |        |      |      |      | 3      |       | 3    |        |      |      |      |        |       | 6             |
| Sítájfutás                 |        |      |      |      |        |       |      |        | 2    |      | 1    |        |       | 3             |
| Snowboard                  |        | ●    | ●    | 2    |        | ●     | 2    | ●      | 2    |      | 2    | 2      |       | 10            |
| Túrasízés                  |        |      |      |      |        | 2     | 1    |        | 2    |      |      |        |       | 5             |
| Összes aznapi döntő        |        |      |      | 7    | 8      | 10    | 13   | 11     | 10   | 4    | 8    | 11     | 8     | 90            |
| Összesítés                 |        |      |      | 7    | 15     | 25    | 38   | 49     | 59   | 63   | 71   | 82     | 90    | 90            |
| Január                     | 11 SZO | 12 V | 13 H | 14 K | 15 SZE | 16 CS | 17 P | 18 SZO | 19 V | 20 H | 21 K | 22 SZE | 23 CS | Versenyszámok |

## Éremtáblázat
| Olaszország (rendező nemzet) |

Sorrend: Aranyérmek száma, Ezüstérmek száma, Bronzérmek száma, Nemzetnév
| #                    | Nemzet                          | Arany | Ezüst | Bronz | Összesen |
| 1.                   | Franciaország (FRA)             | 18    | 8     | 14    | 40       |
| 2.                   | Dél-Korea (KOR)                 | 8     | 6     | 6     | 20       |
| 3.                   | Finnország (FIN)                | 8     | 3     | 4     | 15       |
| 4.                   | Japán (JPN)                     | 7     | 8     | 4     | 19       |
| 5.                   | Németország (GER)               | 6     | 9     | 8     | 23       |
| 6.                   | Lengyelország (POL)             | 6     | 3     | 5     | 14       |
| 7.                   | Spanyolország (ESP)             | 4     | 7     | 2     | 13       |
| 8.                   | Olaszország (ITA)               | 4     | 5     | 6     | 15       |
| 9.                   | Svájc (SUI)                     | 4     | 5     | 5     | 14       |
| 10.                  | Ukrajna (UKR)                   | 4     | 4     | 4     | 12       |
| 11.                  | Szlovénia (SLO)                 | 4     | 1     | 1     | 6        |
| 12.                  | Kazahsztán (KAZ)                | 3     | 4     | 7     | 14       |
| 13.                  | Norvégia (NOR)                  | 3     | 1     | 0     | 4        |
| 14.                  | Svédország (SWE)                | 2     | 7     | 0     | 9        |
| 15.                  | Ausztria (AUT)                  | 2     | 2     | 2     | 6        |
| 16.                  | Kína (CHN)                      | 1     | 3     | 1     | 5        |
| 17.                  | Észtország (EST)                | 1     | 3     | 0     | 4        |
| 18.                  | Kanada (CAN)                    | 1     | 2     | 6     | 9        |
| 19.                  | Egyesült Királyság (GBR)        | 1     | 2     | 0     | 3        |
| 20.                  | Csehország (CZE)                | 1     | 1     | 3     | 5        |
| 21.                  | Chile (CHI)                     | 1     | 1     | 0     | 2        |
| 22.                  | Bulgária (BUL)                  | 1     | 0     | 2     | 3        |
| 23.                  | Amerikai Egyesült Államok (USA) | 0     | 1     | 1     | 2        |
| 24.                  | Hollandia (NED)                 | 0     | 1     | 0     | 1        |
| 24.                  | Szlovákia (SVK)                 | 0     | 1     | 0     | 1        |
| 26.                  | Argentína (ARG)                 | 0     | 0     | 1     | 1        |
| 26.                  | Örményország (ARM)              | 0     | 0     | 1     | 1        |
| 26.                  | Horvátország (CRO)              | 0     | 0     | 1     | 1        |
| Összesen (28 nemzet) | Összesen (28 nemzet)            | 90    | 88    | 84    | 262      |